# Дробний Денис Євгенович
Дени́́с Євге́нович (Євгенійович) Дро́́бний (нар. 1 березня 1984 — 5 вересня 2014) — солдат Збройних сил України, учасник російсько-української війни.

## Життєвий шлях
Народився 1984 року в місті Дніпродзержинськ Дніпропетровської області. Закінчив дніпродзержинську ЗОШ № 8, медичне училище.
На фронт пішов добровольцем. Санінструктор 74-го окремого розвідувального батальйону.
З серпня 2014-го брав участь в бойових діях на сході України. Загинув 5 вересня під час виконання розвідувальною групою бойового завдання в районі міста Мар'їнка — коли Денис зачепив розтяжку, спрацював вибуховий пристрій. Загинув, прикривши своїм тілом інших бійців.
Поховали Дмитра з почестями на Алеї Слави кладовища Соцміста у Дніпродзержинську.
Залишились батьки та сестра.

## Нагороди та вшанування
За особисту мужність і героїзм, виявлені у захисті державного суверенітету та територіальної цілісності України, вірність військовій присязі під час російсько-української війни, відзначений — нагороджений
- 15 травня 2015 року — орденом За мужність III ступеня (посмертно)[1]
- пам'ятною відзнакою міського голови Кам'янського — нагрудним знаком «Захисник України» (посмертно).
- Його портрет розміщений на меморіалі «Стіна пам'яті полеглих за Україну» у Києві: секція 4, ряд 2, місце 27
- Вшановується в меморіальному комплексі «Зала пам'яті», в щоденному ранковому церемоніалі 5 вересня[2]